# 東開聞站
東開聞站（日语：／ Higashi-kaimon eki */?）是一座位於鹿兒島縣指宿市的九州旅客鐵道（JR九州）指宿枕崎線的鐵路車站。

## 車站構造
- 一個1面1線側式月台，不可以列車交會。
- 無人站
- 地上車站

## 利用狀況
- 在2007年，平均1日的乘車人數為27人。

| 乘車人數變化 | 乘車人數變化 |
| 年度         | 1日平均人數  |
| ------------ | ------------ |
| 2003         | 38           |
| 2004         | 44           |
| 2005         | 38           |
| 2006         | 32           |
| 2007         | 27           |

## 历史
- 1960年（昭和35年）3月22日：車站啟用。
- 1987年（昭和62年）4月1日：因國鐵分割民營化，本站成為九州旅客鐵道的車站。

## 車站周邊
- 池田湖
- 開聞岳
- 指宿高爾夫球場
- 下仙田簡單郵局
- 赤崎醫院
- 薩摩富士莊
- 國道226號
- 指宿市立開聞中學

## 相鄰車站
九州旅客鐵道
指宿枕崎線
薩摩川尻－東開聞－開聞

## 相關項目
- 日本鐵路車站列表

## 外部連結
- 東開聞車站 （页面存档备份，存于）（日語）